# Anne Strachan Robertson
Anne Strachan Robertson (FRSE FSA FSA Scot FMA FNA) (Glasgow, 3 de mayo de 1910 - 4 de octubre de 1997) fue una arqueóloga, numismática y escritora británica, profesora de Arqueología romana en la Universidad de Glasgow y encargada de las colecciones culturales y del gabinete de monedas en el Museo Hunterian. Fue reconocida por su investigación sobre las monedas imperiales romanas y es considerada "un vínculo vivo con los pioneros de la investigación arqueológica".

## Educación y primeros años
Anne Strachan Robertson nació en Glasgow el 3 de mayo de 1910. Sus padres, Margaret Purden y John Anderson Robertson, fueron maestros de escuela.
Fue educada en Glasgow en el Instituto Hillhead y en el Instituto de Glasgow para mujeres. En 1928 asistió a la Universidad de Glasgow, donde quedó impresionada por el trabajo y las enseñanzas de S. N. Miller relacionadas con la historia romana. En 1930 Robertson ganó la Medalla Cowan y obtuvo la aceptación de Sir George Macdonald, entonces Conservador Honorario del Gabinete de Monedas Hunterian. Después de graduarse con honores en el máster de Artes Clásicos en 1932, comenzó los estudios de un segundo máster, esta vez en arqueología, en la Universidad de Londres.
En Londres, obtuvo diferentes becas para participar en las excavaciones de Mortimer Wheeler, para trabajar en la Sala de Monedas del Museo Británico y para varios trabajos académicos sobre numismática. Se graduó en 1934, habiendo adquirido una considerable experiencia en métodos arqueológicos, particularmente como resultado de su participación en la excavación de Wheeler del Castillo de la Doncella.

## Carrera
Robertson regresó a Glasgow en 1936 cuando fue nombrada Conferenciante Dalrytemple en Arqueología. En 1938, se unió al personal de la Universidad de Glasgow involucrado en la curación del Museo y Galería de Arte Hunterian. En 1952 se convirtió en Subdirectora adjunta del Museo. En 1964 fue nombrada Conservadora de Colecciones Culturales, y fue promovida a Lectora en arqueología en la Universidad en el mismo año. En 1974 se le otorgó el título honorario de profesora y se convirtió en la encargada de arqueología romana en el museo.
Fue presidenta de la Sociedad Arqueológica de Glasgow de 1954 a 1957, habiendo sido vicepresidenta de 1945 a 1954. Después de su Presidencia, Robertson se desempeñó como Secretaria Honoraria de la Sociedad desde 1965 hasta 1972. En 1976, se publicó un número especial del Glasgow Archaeological Journal en su honor "en agradecimiento por sus destacados servicios a la beca, específicamente al estudio de la Escocia romana, y a la Sociedad Arqueológica de Glasgow".
Sirvió en el Consejo de la Sociedad de Anticuarios de Escocia desde 1946, y fue la primera mujer en ser elegida para el Consejo.
Robertson fue una prolífica excavadora de yacimientos romanos, en particular Castledykes, cerca de Lanark (1937), Duntocher en el Muro Antonino (1947–51), Birrens en Dumfriesshire (1962-7) y Cardean en Angus (1968–75). Fue secretaria de la Scottish Field School of Archaeology de 1948 a 1973.

## Honores
Robertson se convirtió en miembro de la Real Sociedad de Numismática en 1937 y de la Sociedad de Antigüedades de Escocia en 1941.
Robertson fue elegida miembro de la Sociedad de Anticuarios de Londres en 1958. Robertson fue elegida miembro de la Royal Society of Edinburgh en 1975 (FRSE). Sus proponentes fueron Alex Haddow, Robert Alexander Rankin, Stuart Piggott, Sheina Marshall, Edward McGirr y Agnes Miller. Fue elegida miembro de honor de la Sociedad Arqueológica de Glasgow en 1976.
En 1964, fue premiada con la Medalla de la Real Sociedad de Numismática, seguida de la Medalla Huntington de la American Numismatic Society en 1970.

## Publicaciones

### Libros
- An Antonine Fort: Golden Hill, Duntocher (Edimburgo, 1957).
- The Antonine Wall: A Handbook to the Roman Wall between Forth and Clyde and a Guide to its Surviving Remains (Glasgow, 1960; 5ª ed., Rev. Y ed. Por L. Keppie, 2001).
- The Roman Imperial Coins en el Hunter Coin Cabinet, Universidad de Glasgow, 5 vols. (1962-1982).
- El fuerte romano de Castledykes (Edimburgo, 1964).
- Birrens (Blatobulgium) (Edimburgo, 1975).
- (con M. Scott y L. Keppie), Bar Hill: A Roman Fort and its Finds (Oxford, 1975).
- An Inventory of Roman-British Coin Hoards, publicación especial de la Royal Numismatic Society 20 (2000).

### Artículos
Se compiló una bibliografía del trabajo publicado por Anne Robertson en 1976 para un número especial del Glasgow Archaeological Journal (volumen 4, número 4).
- Keppie, L. (1976): 'Anne S. Robertson: una bibliografía de su trabajo publicado hasta 1976', Glasgow Archaeological Journal, vol. 4, número 4 (1976), pp. 144-6. https://doi.org/10.3366/gas.1976.4.4.144
- (con J Smythe) 'Un horno romano en Mumrills, Falkirk', Actas de la Sociedad de Anticuarios de Escocia 76 (1942), pp. 119-27.
- 'Un tesoro de monedas de plata romanas de Briglands, Rumbling Bridge, Kinross-shire', Actas de la Sociedad de Anticuarios de Escocia 90 (1957), pp.  241–6.
- 'Monedas romanas encontradas en Escocia, 1951-60', Actas de la Sociedad de Anticuarios de Escocia 94 (1961), pp.  133-83.
- 'Trabajo reciente sobre el Muro Antonino', Glasgow Archaeological Journal vol. 1, número 1 (1969), pp. 37-42. https://doi.org/10.3366/gas.1969.1.1.37
- 'The Roman Camp (s) en Hillside Farm, Dunblane, Perthshire', Glasgow Archaeological Journal, vol. 1, número 1 (1969), pp. Np-36. https://doi.org/10.3366/gas.1969.1.1. notario público
- 'The Renfrew (1963) Coin Hoard', Glasgow Archaeological Journal, vol. 1, número 1 (1969), pp. 72-4. https://doi.org/10.3366/gas.1969.1.1.72
- 'Losa a distancia de la vigésima legión encontrada en el muro de Antonino, en Hutcheson Hill, 1969', Glasgow Archaeological Journal, vol. 1, número 1 (1969), p. 1. https://doi.org/10.3366/gas.1969.1.1.1
- 'Monedas romanas encontradas en Escocia, 1961-70', Actas de la Sociedad de Anticuarios de Escocia 103 (1971), pp. 113-68.
- (con Ethel Barlow) 'El tesoro de Dun Lagaidh de libras cortas cruzadas', Glasgow Archaeological Journal, vol. 3, número 3 (1974), pp. 78-81. https://doi.org/10.3366/gas.1974.3.3.78
- 'Hallazgos romanos de sitios no romanos en Escocia', Britannia, vol. I (1970), págs. 198–226.
- 'Los romanos en el norte de Gran Bretaña: la evidencia de la moneda', en Aufstieg und Niedergang der römischen Welt, pt. 2, vol. 3 (Berlín, 1975), pp. 364–428.
- 'Monedas romanas encontradas en Escocia, 1971-1982', Actas de la Sociedad de Anticuarios de Escocia 113 (1984), pp. 405-48.